# 朝から音楽めいっぱい!!サンデーモーニングワイド
朝から音楽めいっぱい!!サンデーモーニングワイド（あさからおんがくめいっぱい サンデーモーニングワイド）は、1980年4月から1987年10月4日まで、ニッポン放送にあった日曜日午前中の時間帯のラジオ番組枠である。

## 概要
本枠が設置される以前の1979年時点では、元からの『不二家歌謡ベストテン』『サンデー新曲ベストテン』『リクエスト合戦』など、音楽ランキング番組、音楽リクエスト番組が多かったことから、1980年4月から、日曜日の午前7時台から午前11時台までの5時間をこのタイトルでまとめることになった。1980年5月4日付各新聞より、1983年3月頃までラジオ欄においては本枠が「朝から音楽めいっぱい」のタイトルで掲載されるようになる。この枠は、生出演のパーソナリティが合間をトークで繋ぐブロックワイド方式であり、この5時間の間には、ニュース、天気予報、交通情報を除いては、7年6か月間を通して8番組が放送されていた。
本枠には5時間生で出演するパーソナリティを起用。塚越孝、くり万太郎、堂尾弘子と3代目までは当時のニッポン放送アナウンサーが起用され続けてきたが、4代目にして初のタレントパーソナリティとなる日髙のり子が登場。パーソナリティたちはまず午前7時台の『サンデー・ベスト・ミュージック』→『とびだせ!ポップシティ』→『サンデー・ベストヒット・スペシャル ラブサウンズをあなたに』に生出演、その後は各番組の合間に生出演してトークでつなぎ、11:30の番組が終わった直後にエンディングコメントという番組形式だった。なお、くり万太郎時代の1982年1月3日から1984年4月29日まで『キリリとPOP!ワイドにチャレンジ』、日髙のり子時代の1986年11月16日から1987年4月3日まで『日高のり子のハロー!サウンドエキスプレス』という30分の生出演パートが11:30枠に設けられていた。
本番組のオープニングテーマ曲は、アメリカ映画『The Electric Horseman（出逢い）』オリジナルサウンドトラックよりデイヴ・グルーシンの演奏による曲『Electro-Phantasma』（1984年当時。発売元：CBS・ソニー、レコード番号：25AP-1799）。
1987年10月4日を以って本枠は終了、翌週10月11日より本枠は5時間1枠の生ワイド番組に改められ、『スーパー電リクサンデーヒットパラダイス』がスタートした。

## パーソナリティ
- 塚越孝 （1980年4月6日 - 1981年11月1日）
- くり万太郎 （1981年11月8日 - 1985年6月30日）
  - ※くり万太郎パーソナリティ時代の一時期、イッセー尾形がレポーターとしてレギュラー出演していたことがあった[3]。
- 堂尾弘子 （1985年7月7日 - 1986年8月31日）
- 日髙のり子 （1986年9月7日 - 1987年10月4日）[4]

## 放送されていた番組
（）

### 7時台
- 塚越孝のサンデー・ベスト・ミュージック （1980年4月6日 - 1981年11月1日）
- くり万太郎のサンデー・ベスト・ミュージック （1981年11月8日 - 1982年10月3日）
- メイク・ア・チャンス!とびだせポップシティ!! （くり万太郎、上柳昌彦、海野尾順子、イッセー尾形　1982年10月10日 - 1984年3月25日）
- サンデー・ベストヒット・スペシャル ラブサウンズをあなたに
  - （くり万太郎　1984年4月1日 - 1985年6月30日）
  - （堂尾弘子　1985年7月7日 - 1986年8月31日）
  - （日髙のり子　1986年9月7日 - 1987年10月4日）

### 8:00枠
- 国明・クーコのサンデー新曲ベストテン
  - （清水国明、清水クーコ　1980年10月5日まで　当番組自体は1979年10月14日にスタート）
- 塚越孝・ヘレンのサンデー新曲ベストテン （塚越孝、ヘレン笹野　1980年10月12日 - 1981年11月1日）
- くり万・芳恵の学校ぐるみ放課後ベストテン （くり万太郎、柏原芳恵　1981年11月8日 - 1985年6月30日）
- （1985年7月7日 - 1985年9月29日の間は、前枠番組『ラブサウンズをあなたに』の延長や特別番組でこの枠をつないだ。）
- 藤井郁弥のハートはジュークボックス （1985年10月6日 - 1987年10月4日）[注釈 1]

### 8:30枠
- 平凡アワー マチャアキのスタービッグホリデー （堺正章　1980年4月6日 - 1982年10月3日）
  - （後にキリンレモンがスポンサーに加わり、タイトルが『平凡アワー・キリンレモン - 』となる。）
- 平凡アワー・キリンレモン（→キリンレモン） マチャアキの週刊ホットパレード （堺正章、高見恭子　1982年10月10日 - 1984年10月28日）
  - （途中からキリンレモンの単独スポンサーとなる。）
- キリン 中村雅俊のサンデースケッチ （1984年11月4日 - 1986年3月30日）
- ヤクルト 中村雅俊のまあまあホリデー （1986年4月6日 - 1987年4月5日）
- ヤクルト 中村雅俊のまかせてホリデー （1987年4月12日 - 1987年10月4日）
  - （1987年10月より、毎週日曜日17:00枠に移動。当番組自体は1988年12月まで放送）

### 9:00枠
- 不二家歌謡ベストテン[注釈 2]
  - （ロイ・ジェームス→今仁哲夫→はたえ金次郎→古舘伊知郎　当番組自体は1966年12月4日にスタート）

### 10:00枠
- グリコリクエスト合戦→フクスケリクエスト合戦[注釈 3]
  - （高嶋秀武→塚越孝　当番組自体は1959年11月1日にスタート）

### 10:30枠
コカ・コーラボトラーズ一社提供枠
- NEVER ON SUNDAY くず哲也の日曜はダメよ
  - （1985年4月28日まで　当番組自体は1975年4月13日にスタート）
- COKE ON SUNDAY 薬師丸ひろ子 あなたに・愛・わいわい! （1985年5月5日 - 1987年4月5日）
- COKE ON SUNDAY 渡辺美里 ごきげんデイト （1987年4月12日 - 1987年10月4日）
  - （1987年10月より、毎週日曜日23:30枠に移動。当番組自体は1988年4月17日まで放送）

### 11:00枠
- イルカの青空サンドイッチ （1980年4月6日 - 1981年12月27日）
- 松崎しげるのサウンドブティーク （1982年1月3日 - 1982年4月4日）
  - （11:30枠から移動。）
- 松山千春のワンダーランド 朝から最高! （1982年4月11日 - 1983年10月9日）
- 田原俊彦 SHE-SAYS-DO! いつだってアイ・ラブ・ユー （1983年10月16日 - 1985年9月29日）
- 田原俊彦 気分はナチュラル （1985年10月6日 - 1987年10月4日）

### 11:30枠
- 松崎しげるのサウンドブティーク （1981年12月27日まで）
  - （この後11:00枠へ移動。当番組自体は1978年4月2日にスタート）
- キリリとPOP!ワイドにチャレンジ （くり万太郎　1982年1月3日 - 1984年4月29日）
- 谷村新司のほんまか通信 （1984年5月6日 - 1985年9月29日）
- とんでもダンディー・民夫くんと文夫くん （1985年10月6日 - 1986年3月30日）
  - （当番組自体は1984年4月にスタート。月曜 - 金曜 21:50 - 22:00枠から移動）
- 河合その子 拝啓その子です （1986年4月6日 - 1986年11月9日）
- 日高のり子のハロー!サウンドエキスプレス （1986年11月16日 - 1987年4月5日）
- フレッシュインカドカワ 渡辺美奈代 背のびしてルージュ （1987年4月12日 - 1987年10月4日）[注釈 4]

## 番組枠の変遷
| 期間                    | 07時台                                                   | 08時台                                     | 08時台                                                                  | 09時台                | 10時台                           | 10時台                                             | 11時台                                            | 11時台                                                |
| 期間                    | 07時台                                                   | 08:00 - 08:30                              | 08:30 - 09:00                                                           | 09時台                | 10:00 - 10:30                    | 10:30 - 11:00                                      | 11:00 - 11:30                                     | 11:30 - 12:00                                         |
| ----------------------- | -------------------------------------------------------- | ------------------------------------------ | ----------------------------------------------------------------------- | --------------------- | -------------------------------- | -------------------------------------------------- | ------------------------------------------------- | ----------------------------------------------------- |
| 1980.04.06 - 1981.11.01 | サンデー・ベスト ミュージック                            | サンデー 新曲ベストテン                    | 平凡アワー ↓ 平凡アワー キリンレモン マチャアキの スター ビッグホリデー | 不二家 歌謡ベストテン | グリコ ↓ フクスケ リクエスト合戦 | NEVER ON SUNDAY くず哲也の 日曜はダメよ            | イルカの 青空サンドイッチ                         | 松崎しげるの サウンドブティーク                       |
| 1981.11.08 - 1981.12.27 | サンデー・ベスト ミュージック                            | くり万・芳恵の 学校ぐるみ 放課後ベストテン | 平凡アワー ↓ 平凡アワー キリンレモン マチャアキの スター ビッグホリデー | 不二家 歌謡ベストテン | グリコ ↓ フクスケ リクエスト合戦 | NEVER ON SUNDAY くず哲也の 日曜はダメよ            | イルカの 青空サンドイッチ                         | 松崎しげるの サウンドブティーク                       |
| 1982.01.03 - 1982.04.04 | メイク・ア・チャンス! とびだせ ポップシティ!!            | くり万・芳恵の 学校ぐるみ 放課後ベストテン | 平凡アワー ↓ 平凡アワー キリンレモン マチャアキの スター ビッグホリデー | 不二家 歌謡ベストテン | グリコ ↓ フクスケ リクエスト合戦 | NEVER ON SUNDAY くず哲也の 日曜はダメよ            | 松崎しげるの サウンドブティーク                   | キリリとPOP! ワイドにチャレンジ                       |
| 1982.04.11 - 1982.10.03 | メイク・ア・チャンス! とびだせ ポップシティ!!            | くり万・芳恵の 学校ぐるみ 放課後ベストテン | 平凡アワー ↓ 平凡アワー キリンレモン マチャアキの スター ビッグホリデー | 不二家 歌謡ベストテン | グリコ ↓ フクスケ リクエスト合戦 | NEVER ON SUNDAY くず哲也の 日曜はダメよ            | 松山千春の ワンダーランド 朝から最高!             | キリリとPOP! ワイドにチャレンジ                       |
| 1982.10.10 - 1983.10.09 | メイク・ア・チャンス! とびだせ ポップシティ!!            | くり万・芳恵の 学校ぐるみ 放課後ベストテン | 平凡アワー キリンレモン ↓ キリンレモン マチャアキの 週刊ホットパレード  | 不二家 歌謡ベストテン | グリコ ↓ フクスケ リクエスト合戦 | NEVER ON SUNDAY くず哲也の 日曜はダメよ            | 松山千春の ワンダーランド 朝から最高!             | キリリとPOP! ワイドにチャレンジ                       |
| 1983.10.16 - 1984.03.25 | メイク・ア・チャンス! とびだせ ポップシティ!!            | くり万・芳恵の 学校ぐるみ 放課後ベストテン | 平凡アワー キリンレモン ↓ キリンレモン マチャアキの 週刊ホットパレード  | 不二家 歌謡ベストテン | グリコ ↓ フクスケ リクエスト合戦 | NEVER ON SUNDAY くず哲也の 日曜はダメよ            | 田原俊彦 SHE-SAYS-DO! いつだって アイ・ラブ・ユー | キリリとPOP! ワイドにチャレンジ                       |
| 1984.04.01 - 1984.04.29 | サンデー ベストヒット スペシャル ラブサウンズを あなたに | くり万・芳恵の 学校ぐるみ 放課後ベストテン | 平凡アワー キリンレモン ↓ キリンレモン マチャアキの 週刊ホットパレード  | 不二家 歌謡ベストテン | グリコ ↓ フクスケ リクエスト合戦 | NEVER ON SUNDAY くず哲也の 日曜はダメよ            | 田原俊彦 SHE-SAYS-DO! いつだって アイ・ラブ・ユー | キリリとPOP! ワイドにチャレンジ                       |
| 1984.05.06 - 1984.10.28 | サンデー ベストヒット スペシャル ラブサウンズを あなたに | くり万・芳恵の 学校ぐるみ 放課後ベストテン | 平凡アワー キリンレモン ↓ キリンレモン マチャアキの 週刊ホットパレード  | 不二家 歌謡ベストテン | グリコ ↓ フクスケ リクエスト合戦 | NEVER ON SUNDAY くず哲也の 日曜はダメよ            | 田原俊彦 SHE-SAYS-DO! いつだって アイ・ラブ・ユー | 谷村新司の ほんまか通信                               |
| 1984.11.04 - 1985.04.28 | サンデー ベストヒット スペシャル ラブサウンズを あなたに | くり万・芳恵の 学校ぐるみ 放課後ベストテン | キリン 中村雅俊の サンデースケッチ                                      | 不二家 歌謡ベストテン | グリコ ↓ フクスケ リクエスト合戦 | NEVER ON SUNDAY くず哲也の 日曜はダメよ            | 田原俊彦 SHE-SAYS-DO! いつだって アイ・ラブ・ユー | 谷村新司の ほんまか通信                               |
| 1985.05.05 - 1985.06.30 | サンデー ベストヒット スペシャル ラブサウンズを あなたに | くり万・芳恵の 学校ぐるみ 放課後ベストテン | キリン 中村雅俊の サンデースケッチ                                      | 不二家 歌謡ベストテン | グリコ ↓ フクスケ リクエスト合戦 | COKE ON SUNDAY 薬師丸ひろ子 あなたに 愛・わいわい! | 田原俊彦 SHE-SAYS-DO! いつだって アイ・ラブ・ユー | 谷村新司の ほんまか通信                               |
| 1985.07.07 - 1985.09.29 | サンデー ベストヒット スペシャル ラブサウンズを あなたに | （特別番組ほか）                           | キリン 中村雅俊の サンデースケッチ                                      | 不二家 歌謡ベストテン | グリコ ↓ フクスケ リクエスト合戦 | COKE ON SUNDAY 薬師丸ひろ子 あなたに 愛・わいわい! | 田原俊彦 SHE-SAYS-DO! いつだって アイ・ラブ・ユー | 谷村新司の ほんまか通信                               |
| 1985.10.06 - 1986.03.30 | サンデー ベストヒット スペシャル ラブサウンズを あなたに | 藤井郁弥の ハートは ジュークボックス       | キリン 中村雅俊の サンデースケッチ                                      | 不二家 歌謡ベストテン | グリコ ↓ フクスケ リクエスト合戦 | COKE ON SUNDAY 薬師丸ひろ子 あなたに 愛・わいわい! | 田原俊彦 気分はナチュラル                         | とんでもダンディー 民夫くんと文夫くん                 |
| 1986.04.06 - 1986.11.09 | サンデー ベストヒット スペシャル ラブサウンズを あなたに | 藤井郁弥の ハートは ジュークボックス       | ヤクルト 中村雅俊の まあまあホリデー                                    | 不二家 歌謡ベストテン | グリコ ↓ フクスケ リクエスト合戦 | COKE ON SUNDAY 薬師丸ひろ子 あなたに 愛・わいわい! | 田原俊彦 気分はナチュラル                         | 河合その子 拝啓その子です                             |
| 1986.11.16 - 1987.04.05 | サンデー ベストヒット スペシャル ラブサウンズを あなたに | 藤井郁弥の ハートは ジュークボックス       | ヤクルト 中村雅俊の まあまあホリデー                                    | 不二家 歌謡ベストテン | グリコ ↓ フクスケ リクエスト合戦 | COKE ON SUNDAY 薬師丸ひろ子 あなたに 愛・わいわい! | 田原俊彦 気分はナチュラル                         | 日高のり子の ハロー!サウンド エキスプレス             |
| 1987.04.12 - 1987.10.07 | サンデー ベストヒット スペシャル ラブサウンズを あなたに | 藤井郁弥の ハートは ジュークボックス       | ヤクルト 中村雅俊の まかせてホリデー                                    | 不二家 歌謡ベストテン | グリコ ↓ フクスケ リクエスト合戦 | COKE ON SUNDAY 渡辺美里 ごきげんデイト             | 田原俊彦 気分はナチュラル                         | フレッシュイン カドカワ 渡辺美奈代 背のびしてルージュ |

## 出演者の変遷
| 期間                    | 07時台     | 08時台              | 08時台        | 09時台           | 10時台        | 10時台        | 11時台        | 11時台                       |
| 期間                    | 07時台     | 08:00 - 08:30       | 08:30 - 09:00 | 09時台           | 10:00 - 10:30 | 10:30 - 11:00 | 11:00 - 11:30 | 11:30 - 12:00                |
| ----------------------- | ---------- | ------------------- | ------------- | ---------------- | ------------- | ------------- | ------------- | ---------------------------- |
| 1980.04.06 - 1980.10.05 | 塚越孝     | 清水国明 清水クーコ | 堺正章        | ロイ・ジェームズ | 高嶋秀武      | くず哲也      | イルカ        | 松崎しげる                   |
| 1980.10.12 - 1981.11.01 | 塚越孝     | 塚越孝 ヘレン笹野   | 堺正章        | ロイ・ジェームズ | 高嶋秀武      | くず哲也      | イルカ        | 松崎しげる                   |
| 1981.11.08 - 1981.12.27 | くり万太郎 | くり万太郎 柏原芳恵 | 堺正章        | ロイ・ジェームズ | 高嶋秀武      | くず哲也      | イルカ        | 松崎しげる                   |
| 1982.01.03 - 1982.04.04 | くり万太郎 | くり万太郎 柏原芳恵 | 堺正章        | ロイ・ジェームズ | 高嶋秀武      | くず哲也      | 松崎しげる    | くり万太郎                   |
| 1982.04.04 - 1982.04.25 | くり万太郎 | くり万太郎 柏原芳恵 | 堺正章        | ロイ・ジェームズ | 高嶋秀武      | くず哲也      | 松山千春      | くり万太郎                   |
| 1982.05.02 - 1983.03.27 | くり万太郎 | くり万太郎 柏原芳恵 | 堺正章        | 今仁哲夫         | 高嶋秀武      | くず哲也      | 松山千春      | くり万太郎                   |
| 1983.04.03 - 1983.10.09 | くり万太郎 | くり万太郎 柏原芳恵 | 堺正章        | はたえ金次郎     | 高嶋秀武      | くず哲也      | 松山千春      | くり万太郎                   |
| 1983.10.16 - 1984.04.29 | くり万太郎 | くり万太郎 柏原芳恵 | 堺正章        | はたえ金次郎     | 高嶋秀武      | くず哲也      | 田原俊彦      | くり万太郎                   |
| 1984.05.06 - 1984.10.28 | くり万太郎 | くり万太郎 柏原芳恵 | 堺正章        | はたえ金次郎     | 高嶋秀武      | くず哲也      | 田原俊彦      | 谷村新司                     |
| 1984.11.04 - 1985.03.24 | くり万太郎 | くり万太郎 柏原芳恵 | 中村雅俊      | はたえ金次郎     | 高嶋秀武      | くず哲也      | 田原俊彦      | 谷村新司                     |
| 1985.04.07 - 1985.04.28 | くり万太郎 | くり万太郎 柏原芳恵 | 中村雅俊      | 古舘伊知郎       | 塚越孝        | くず哲也      | 田原俊彦      | 谷村新司                     |
| 1985.05.05 - 1985.06.30 | くり万太郎 | くり万太郎 柏原芳恵 | 中村雅俊      | 古舘伊知郎       | 塚越孝        | 薬師丸ひろ子  | 田原俊彦      | 谷村新司                     |
| 1985.07.07 - 1985.09.29 | 堂尾弘子   | （特別番組ほか）    | 中村雅俊      | 古舘伊知郎       | 塚越孝        | 薬師丸ひろ子  | 田原俊彦      | 谷村新司                     |
| 1985.10.06 - 1986.03.30 | 堂尾弘子   | 藤井郁弥            | 中村雅俊      | 古舘伊知郎       | 塚越孝        | 薬師丸ひろ子  | 田原俊彦      | 景山民夫 高田文夫 石川みゆき |
| 1986.04.06 - 1986.08.31 | 堂尾弘子   | 藤井郁弥            | 中村雅俊      | 古舘伊知郎       | 塚越孝        | 薬師丸ひろ子  | 田原俊彦      | 河合その子                   |
| 1986.09.07 - 1986.11.09 | 日髙のり子 | 藤井郁弥            | 中村雅俊      | 古舘伊知郎       | 塚越孝        | 薬師丸ひろ子  | 田原俊彦      | 河合その子                   |
| 1986.11.19 - 1987.04.05 | 日髙のり子 | 藤井郁弥            | 中村雅俊      | 古舘伊知郎       | 塚越孝        | 薬師丸ひろ子  | 田原俊彦      | 日髙のり子                   |
| 1987.04.12 - 1987.10.04 | 日髙のり子 | 藤井郁弥            | 中村雅俊      | 古舘伊知郎       | 塚越孝        | 渡辺美里      | 田原俊彦      | 渡辺美奈代                   |